# Émile Gebhart
Pour les articles homonymes, voir Gebhart.
Émile Gebhart, né à Nancy le 19 juillet 1839 et mort à Paris le 21 avril 1908, est un historien d'art et critique littéraire français.
Titulaire d'une chaire de littérature étrangère à Nancy, puis de la chaire de littérature méridionale à la faculté des lettres de Paris, il est élu membre de l'Académie des sciences morales et politiques en 1895 et membre de l'Académie française en 1904.

## Biographie
Émile Gebhart est le fils de Louis Eugène Gebhart, négociant nancéien et magistrat au tribunal de commerce de Nancy, et de son épouse, nièce du général Drouot. Il a deux frères aînés, l'un général d'armée, l'autre conservateur des forêts.

### Une passion pour la littérature
Il suit sa scolarité au collège de Nancy. C'est là qu'il se prend de passion pour Chateaubriand, dont il reçoit Itinéraire de Paris à Jérusalem comme prix de fin d'année. Il passe son baccalauréat sous la direction d'Alfred Mézières, alors jeune professeur tout juste sorti de l’École française d'Athènes, et dont le modèle l'éblouit.
Son père l'envoie faire son droit à Paris. Il y achève une licence en 1861 puis s'inscrit au barreau de Nancy de 1865 à 1879 alors même qu'il est déjà professeur de lettres. Parallèlement à ses études juridiques, il suit les cours de littérature de la Sorbonne, notamment de Saint-Marc Girardin .
Le 9 mai 1860, âgé de 21 ans, Émile Gebhart soutient ses deux thèses de doctorat ès lettres à la Faculté de Paris.  La première, en français, consiste en une histoire du sentiment poétique de la nature dans l'Antiquité grecque et romaine. La deuxième, en latin, traite des différents personnages d'Ulysse parmi les auteurs antiques.
Devenu docteur ès lettres, il est nommé professeur de logique au lycée de Nice  : sa classe ne compte que 9 élèves. De 1866 à 1900, il participe à de nombreuses soutenances de thèses de doctorat, en qualité de membre du jury. 

### Une passion pour l'Italie
Peu après son affectation à Nice, Gebhart se fait nommer à l’École française d'Athènes grâce à une faille du règlement d'alors qui permet à des professeurs de moins de 30 ans de postuler sans agrégation . Parti en 1861, il passe par Florence, Sienne, Rome, Naples et Palerme avant de rejoindre Athènes début 1862. C'est là que se révèle la passion de toute sa vie pour l'Italie médiévale et humaniste. Il relate plus tard ce voyage initiatique dans les Souvenirs d'un vieil Athénien.
Il reste en Grèce jusqu'en 1865 en menant une vie plus artiste qu'érudite. Il n'y fait pas de fouilles archéologiques ni de relevés épigraphiques mais suit les parcours de sa fantaisie littéraire et arpente l'Acropole avec Ernest Renan. Il soumet en guise de mémoire de fin d'études Praxitèle : essai sur l'histoire de l'art et du génie grecs depuis l'époque de Périclès jusqu'à celle d'Alexandre, qui jette les fondements de ce qui sera sa méthode historique et littéraire : « expliquer un art particulier par l'action du milieu ». L'Académie des Inscriptions et Belles-lettres juge néanmoins ses travaux médiocres et maladroits, tout en lui reconnaissant un indéniable style littéraire,.
À son retour, il est nommé professeur de littérature étrangère à la faculté de Nancy. Il y traite presque uniquement de littérature italienne. Sa verve et son sens de l'anecdote vivante enchantent ses étudiants. Devant faire passer les épreuves du baccalauréat durant la guerre de 1870, il émeut toute la Lorraine en recevant d'office les élèves messins et sarrebourgeois.

### Consécration parisienne
Après la guerre vient le temps de la maturité. Gebhart voyage en Italie dès qu'il le peut afin de se plonger dans l'étude de la Renaissance. Primé par l'Académie française pour un discours sur Rabelais en 1875, il publie coup sur coup deux ouvrages majeurs : De l'Italie : essais de critique et d'histoire (1876) et Rabelais, la Renaissance et la Réforme (1877). C'est ensuite avec Les Origines de la Renaissance en Italie (1879) qu'il prend place parmi les plus importants historiens de l'art de son temps. Cet ouvrage salué de toutes parts lui ouvre les portes de la Sorbonne où, en 1879, il prend la chaire de langues et littératures de l'Europe méridionale.

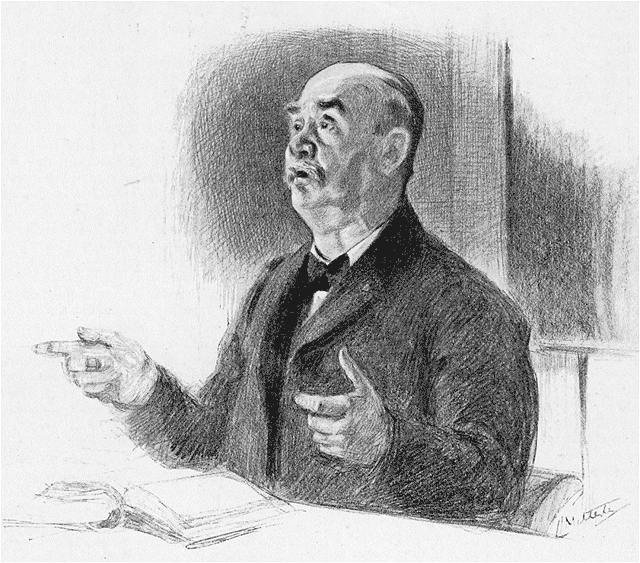
Émile Gebhart à la Sorbonne

En tant que professeur, il fait preuve de vivacité, de rondeur, d'humour, ce qui tend à déstabiliser les étudiants. « Il fait de l'érudition une fête costumée » note ainsi Henry Bordeaux. Il aime raconter, ajouter de la couleur locale, voire de l'imaginaire pittoresque, plutôt que de porter des jugements historiques et esthétiques sur les œuvres.
Il collabore au Temps et au Journal des débats, selon son confrère lorrain Collignon. Il collabore également au cours de sa carrière avec d'autres revues telles que la Revue des Deux Mondes, la Revue bleue, la Nouvelle revue, la Revue de Paris et la Revue universelle.
L'Académie des Sciences morales et politiques lui fait place en 1895, puis en 1904 il succède à Octave Gréard au 34e fauteuil de l'hémicycle de l'Académie française.
Il décède le 22 avril 1908 des suites d'une maladie organique. Après un hommage civil à Paris, son corps est rapatrié à Nancy où il est enterré. Il lègue à la Ville de Nancy la moitié de sa fortune, évaluée à 29 000 francs de rentes, sa bibliothèque et ses papiers à la bibliothèque, ses tableaux au musée, contre une rente viagère de 7 000 francs à verser à son frère Paul, le général.

## Apports en histoire de l'art
C'est l'ouvrage Les Origines de la Renaissance en Italie, publié en 1880, qui marque un tournant dans l’œuvre de Gebhart pour le placer comme personnalité importante sur le plan international. Avec Praxitèle et Rabelais, il avait commencé à théoriser les influences réciproques de la sensibilité d'une époque et des expressions littéraires et artistiques. Dans un dialogue avec l’œuvre de Burckhardt, La Civilisation de la Renaissance en Italie (1860), celle de Gebhart s'attache à rechercher dans la littérature et l'art de l'Italie médiévale les prémices de la Renaissance. C'est ainsi qu'il contribue au déplacement des origines chronologiques de la Renaissance en y englobant Nicolas de Pise, Giotto, Dante et Pétrarque.
Son deuxième grand ouvrage, L'Italie mystique : Histoire de la Renaissance religieuse au Moyen Âge (1890), s'appuie quant à lui sur les travaux de Henry Thode, particulièrement François d'Assise et les origines de l'art de la Renaissance en Italie (1885). Il établit ici l'influence de la religion chrétienne dans le développement de l'humanisme et l'évolution artistique de la Renaissance.
Émile Gebhart est également cité dans les travaux de Eugene Müntz, Louis Courajod et Johan Huizinga comme un auteur de référence.

## Prix et distinctions

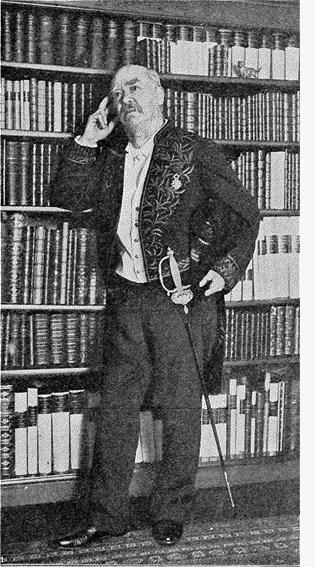
Émile Gebhart en académicien.

- 1876 : Prix du Budget de l'Académie française pour Le Génie de Rabelais.
- 1881 : Prix Bordin de l’Académie française pour Les Origines de la Renaissance en Italie.
- 1895 : Élection à l'Académie des Sciences morales et politiques.
- 1904 : Élection au fauteuil 34 de l'Académie française.

## Ouvrages
- De varia Ulyssis apud veteres poetas persona (1860)
- Histoire du sentiment poétique de la nature dans l’Antiquité grecque et romaine (1860)
- Praxitèle. Essai sur l’histoire de l’art et du génie grecs depuis l’époque de Périclès jusqu’à celle d’Alexandre (1864)
- Essai sur la peinture de genre dans l’Antiquité (1869)
- De l'Italie, essais de critique et d’histoire (1876)
- Rabelais, la Renaissance et la Réforme (1877)
- Les Origines de la Renaissance en Italie (1879) Texte en ligne, texte au Projet Gutenberg
- Études méridionales (1887)
- La Renaissance italienne et la philosophie de l’histoire (1887)
- L'Italie mystique. Histoire de la renaissance religieuse au Moyen Âge (1890) Texte en ligne
- Le Diacre de Nicée (1891)
- Autour d'une tiare (1894)
- Rabelais (1895)
- Moines et papes. Essai de psychologie historique (1896)
- Au Son des cloches. Contes et légendes (1898)
- Le Baccalauréat et les études classiques (1899)
  - Cloches de Noël et de Pâques (1900), édité par Henri Piazza
- Conteurs florentins (1901)
- D'Ulysse à Panurge, contes héroï-comiques (1902) Texte en ligne
- Conteurs florentins du Moyen Âge (1903)
- Un Pape de l'époque de la Renaissance, Jules II (1904)
- Discours prononcés aux obsèques de Émile Boutmy, membre de l’Institut, fondateur-directeur de l’École libre des sciences politiques, le 28 janvier 1906, Coulommiers, Imprimerie de P. Brodard, 1906, 21 p., in-8°. — Réunit les discours de Léon Aucoc, Émile Gebhart, Étienne Hulot et Albert Sorel.
- Florence (1906) Texte en ligne
- Sandro Botticelli (1907)
- Petits mémoires (1912) Texte en ligne
- Les siècles de bronze (1913) Paris : Blovd et Cie